# Erik Werba
Erik Werba (ur. 23 maja 1918 w Baden, zm. 9 kwietnia 1992 w Hinterbrühl) – austriacki pianista, pedagog i muzykolog.

## Życiorys
Studiował w Akademii Muzycznej w Wiedniu u Oskara Dachsa (fortepian) i Josepha Marxa (kompozycja) oraz muzykologię na Uniwersytecie Wiedeńskim u Egona Wellesza, Roberta Lacha i Ericha Schenka, uzyskując dyplom w 1940 roku. Działał jako krytyk muzyczny, od 1952 roku był członkiem redakcji Österreichische Musikzeitschrift. Od 1949 roku był wykładowcą Akademii Muzycznej w Wiedniu. Występował jako pianista towarzyszący śpiewakom, dokonał licznych nagrań dla wytwórni Deutsche Grammophon, EMI i Orfeo. Akompaniował takim artystom jak Irmgard Seefried, Christa Ludwig, Peter Schreier, Edita Gruberová, Nicolai Gedda, Hans Hotter, Kim Borg i Brigitte Fassbaender.
Był autorem prac Joseph Marx (Wiedeń 1954), Hugo Wolf oder der zornige Romantiker (Wiedeń 1971), Erich Marckhl (Wiedeń 1972), Hugo Wolf und seine Lieder (Wiedeń 1984). Zajmował się również kompozycją, napisał m.in. singspiel Trauben für die Kaiserin (wyst. Wiedeń 1949), Sonata notturna na fagot i fortepian (1972), pieśni.